# Chiesa di Maria Santissima della Catena (San Cataldo)

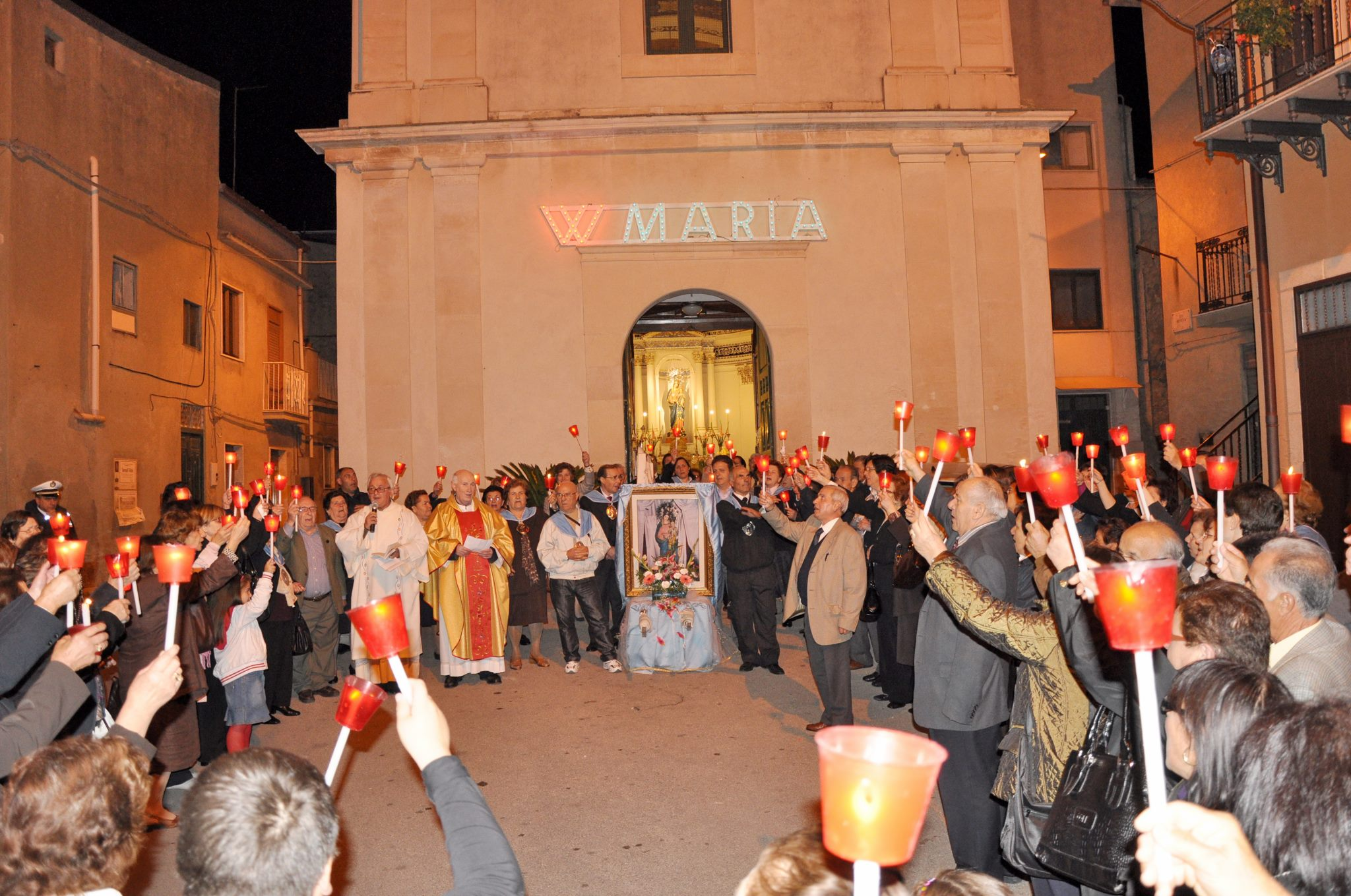
Madonna della Catena

La chiesa Maria Santissima della Catena  voluta dal notaio Salvatore Baglio. Nel 1949 fu elevata a parrocchia e nel 2000 il vescovo di Caltanissetta Alfredo Maria Garsia decise che la chiesa dovesse ritornare rettoria.
Nell'ottobre del 2022, diventò di pertinenza della Chiesa Madre.